# Dalotia coriaria
Dalotia coriaria es un pequeño coleóptero depredador de algunos insectos que pueden ser plaga del suelo. Los adultos son de unos 3 a 4 cm de longitud, de color entre marrón y negro.
Se utiliza en programas de control biológico de plagas, especialmente en invernaderos. Los adultos y las larvas se alimentan de las mosquitas Bradysia spp. y los adultos también atacan a  Scatella spp. y trips. También contribuye al control de Frankliniella occidentalis.